# Кулушац
Кулушац (самоназва — Кулушаци) — аул в Лакському районі Дагестану.
Розташоване за кілометр від аеропорту Кумух.
Аул є центром муніципального утворення «Сільська рада Кулушацька» до якої входять села Чуртах, Чіттур та власне Кулушац.
В аулі 19 дворів та 78 мешканців. В 1886 році було 58 дворів, а в 1914 тут мешкало 382 жителя.
Виходячи з усних даних і надписах арабською мовою на надмогильних каменях, село сформувалося як окремий населений пункт приблизно 300 років тому. Сьогоднішнє розташування села є четвертим. Перше було біля села Унчукатль, де зберігся топонім «Кулушалу».